# Philips Polska

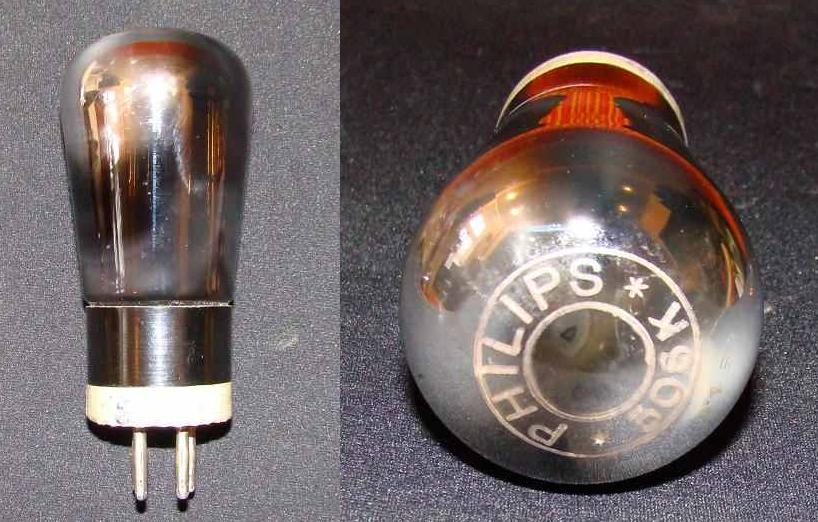
Lampa elektronowa 506K produkcji warszawskich zakładów Philipsa

Philips Polska – przedsiębiorstwo elektrotechniczne wchodzące w skład koncernu Philips.

## Historia
W 1922 roku w Warszawie powstała Polsko-Holenderska Fabryka Lampek Elektrycznych, produkująca żarówki i sprzęt oświetleniowy. Pierwszym produktem fabryki była jednowatowa żarówka, montowana z elementów holenderskich. W 1923 wzniesiono własne budynki fabryki pomiędzy ulicami: Karolkową, Grzybowską i Przyokopową. W roku 1928 firma została przekształcona w Polskie Zakłady Philips S.A. Od tego czasu w zakładach produkowane były także lampy radiowe.

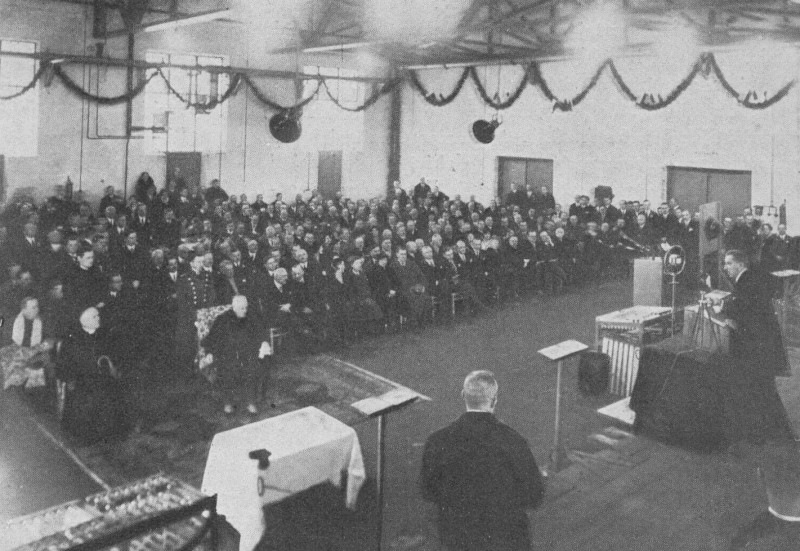
Otwarcie huty szklanej Philips

W roku 1930 powstała w Polsce pierwsza „huta szklana dla produkcji baloników do lamp oświetleniowych i radiowych”. Otwarcia fabryki dokonał Anton Philips, dyrektor generalny koncernu Philips, a udział wzięli m.in. prezydent Ignacy Mościcki i minister Eugeniusz Kwiatkowski. W tym samym roku rozpoczął się próbny montaż odbiorników radiowych z podzespołów importowanych z Holandii, a w roku 1932 seryjna produkcja odbiorników na liniach produkcyjnych sprowadzonych z Holandii. W materiałach reklamowych Philipsa, podobnie jak u innych producentów, corocznie pojawiały się nowe modele odbiorników „na sezon”, np. sezon 1935/36.
W latach 30. XX w. Philips powołał dwie spółki zależne KOSMOS RADIO (1935 r.) i KORONA RADIO (1938 r.). Zajmowały się one dystrybucją (pod własnymi markami) tańszych i prostszych odbiorników produkowanych przez macierzystą firmę. Do obsługi serwisowej tych dwóch firm oraz macierzystej spółki powołano Centralną Stację Obsługi Radia – STOBRA Sp. z o.o. We wrześniu 1939 r. zakłady przeszły pod zarząd okupacyjnych władz niemieckich i kontynuowały produkcję na potrzeby III Rzeszy, aczkolwiek holenderskie władze fabryki współpracowały też z Armią Krajową, m.in. przekazując jej części radiowe.
3 sierpnia 1944 roku, dwa dni po wybuchu powstania warszawskiego powstańcy opanowali Polskie Zakłady Philips. We wrześniu 1944 roku, po klęsce powstania nastąpił demontaż maszyn i urządzeń oraz ich wywóz do Weisswasser w Niemczech i do Krems w Austrii. Do Austrii, gdzie miała powstać filia Philipsa, wywieziono również część personelu fabryki. Dyrekcja i pracownicy pochodzenia holenderskiego opuścili Warszawę. Budynki Zakładów Philips w Warszawie przy ul. Karolkowej i Grzybowskiej zostały wysadzone w powietrze.
Po wojnie w miejscu zniszczonej fabryki wzniesiono nowe hale z przeznaczeniem dla państwowych Zakładów Wytwórczych Lamp Elektrycznych im. Róży Luksemburg. W 1947 r. utworzone zostało niewielkie biuro przedstawicielskie Philipsa, które w 1966 zostało zamknięte decyzją władz PRL.
Wznowienie współpracy firmy z polskim przemysłem elektronicznym nastąpiło w drugiej połowie lat 80. XX w. Po 1989 r. nastąpiły inwestycje koncernu w Polsce. W 1991 roku firma Brabork rozpoczęła w Kwidzynie produkcję telewizorów na licencji Philips. Przedsiębiorstwo prowadziło również sprzedaż oraz serwis wszystkich sprzętów holenderskiego producenta na terenie kraju. W lipcu 1995 roku Philips zawiązał spółkę joint venture z Fabryką Telewizorów Brabork w Kwidzynie pod nazwą Philips Consumer Elektronics Industries Poland Ltd.. W spółce 85 proc. udziałów należo do Philipsa, a 15 proc. do Braborka. Natomiast w 2004 roku Philips sprzedał fabrykę telewizorów w Kwidzynie amerykańskiej firmie Jabil Circuit.
Philips posiada w Polsce fabryki w Pile (dawny Polam-Piła), Kętrzynie (dawny Farel), Bielsku-Białej (dawny Polam-Bielsko) i Białymstoku.

## Korupcja w Polsce
W 2013 roku Philips zgodziła się zapłacić 4,5 mln dolarów kary za złamanie polskich przepisów antykorupcyjnych podczas co najmniej 30 przetargów na dostawę sprzętu medycznego do polskich szpitali między 1999 a 2007 rokiem, zaś w 2010 roku zawiadomiła oficjalnie o tej sprawie amerykański United States Securities and Exchange Commission oraz Departament Sprawiedliwości w ramach swoich obowiązków sprawozdawczych o globalnej działalności.